# Franz-Martin Schmölz
Franz-Martin Schmölz (* 16. Dezember 1927 in Fischen im Allgäu; † 12. Februar 2003 in Salzburg) war ein deutscher römisch-katholischer Priester und Theologe.

## Leben
1944 wurde er Soldat im Zweiten Weltkrieg. Nach dem Abitur 1947 an der Oberrealschule mit Gymnasium Kaufbeuren studierte er von 1947 bis 1948 Philosophie an der PTH Dillingen und von 1949 bis 1954 Philosophie und Theologie an der Albertus-Magnus-Akademie. Nach der Priesterweihe 1954 studierte er von 1954 bis 1957 Theologie am Angelicum, 1955 Bakkalaureat, 1956 Lectorat und Licentiat in Theologie, 1957 Doktorat in Theologie. Von 1958 bis 1961 studierte er an der staatswirtschaftlichen  Fakultät der Universität München. Von 1959 bis 1961 war er wissenschaftlicher Assistent am Institut für Politische Wissenschaft in München (Vorstand: Eric Voegelin). Von 1961 bis 2003 war er Vorstand des Instituts für Politische Wissenschaft am Internationalen Forschungszentrum für Grundfragen der Wissenschaften Salzburg. Am 2. Oktober 1962 wurde er Universitätsdozent (Habilitation für Philosophische Gesellschaftslehre und Rechtsphilosophie). Am 14. Mai 1965 wurde er außerordentlicher Universitätsprofessor für Philosophische Gesellschaftslehre und Politische Theorie an der Paris-Lodron Universität Salzburg, zu deren Gründervätern Schmölz zählt. Am 1. November 1990 erfolgte die Emeritierung. Er ist in Pfronten beigesetzt.

## Ehrungen
- 1963: Kardinal-Innitzer-Preis (für das innovative und Aufregung  verursachende Buch Zerstörung und Rekonstruktion der politischen Ethik)
- 24. Januar 1978: Großes Silbernes Ehrenzeichen für Verdienste um die Republik Österreich
- 1983: Ernennung zum Konsistorialrat
- 24. Januar 1988: Silbernes Ehrenzeichen des Landes Salzburg
- 14. April 1989: Ehrenkreuz für Wissenschaft und Kunst I. Klasse
- 12. Dezember 1992: Ehrenbecher des Landes Salzburg
- 1998: Goldenes Ehrenzeichen des Landes Salzburg

## Schriften (Auswahl)
- Das Naturgesetz und seine dynamische Kraft. Freiburg im Üechtland 1959, OCLC 470279527.
- als Herausgeber: Das Naturrecht in der politischen Theorie. Wien 1963, OCLC 455945736.
- als Herausgeber: Der Mensch in der politischen Institution. Zweites Forschungsgespräch. Wien 1964, OCLC 875398109.
- mit Gertraud Putz: Nebel teilen sich. Texte und Bilder zum Rosenkranz. Graz 1985, ISBN 3-222-11606-7.